# Eyeshield 21
Eyeshield 21 (アイシールド21 Aishīrudo nijūichi?) es un manga deportivo sobre fútbol americano escrito por Riichiro Inagaki y dibujado por Yūsuke Murata. Fue adaptado para película de anime en 2004, (en "Jump Festa"), una serie de televisión en 2005, muchos videojuegos y juegos de cartas hechos por Konami.
El manga fue publicado en Weekly Shonen Jump de Shueisha. Los 37 volúmenes coleccionables vendieron aproximadamente 16 millones de copias en Japón, y el número de jóvenes que juegan fútbol americano se ha casi duplicado en los cuatro años desde que comenzó. El manga también es publicado en Norteamérica por VIZ Media.
La versión en anime, Producido por NAS y animado por Studio Gallop, televisado en TV Tokyo desde el 6 de abril de 2005 hasta el 19 de marzo de 2008, con un total de 145 capítulos. También es televisado por el canal de cable Animax en Japón. El doblaje en inglés se emite en Toonami Jetstream (por Demanda) y además se emite también en Taiwán. La serie con doblaje mexicano se transmitió desde 2009 hasta 2012 por la cadena de cable ZAZ, incompleta. Tiempo después lo transmitió el canal "Viva Sports", transmitiéndolo en su totalidad y haciendo repeticiones hasta el cambio de nombre del canal, el cual actualmente se conoce como "Claro Sports". El 26 de septiembre de 2011 el canal de cable Etc TV estrenó la serie en Chile.

## Argumento
Eyeshield 21 cuenta la historia de un chico llamado Sena Kobayakawa, un joven que no destaca mucho, y que muchas veces es maltratado por sus compañeros, lo que le ha dado una gran habilidad en sus piernas, ya que para escapar del abuso puede correr a gran velocidad. Después de presentar su examen de admisión, Sena entra a la preparatoria Deimon, junto con su amiga de la infancia y protectora Mamori Anezaki. Es en la preparatoria Deimon donde comienza su aventura en el club de fútbol-americano, los Deimon Devil Bats, donde entra como secretario, obligado por Hiruma Yoichi, el quarterback del equipo. Este, al ver su velocidad, lo fuerza a jugar como runningback, pero para evitar que los demás equipos se interesen en sus poderosas piernas, lo hace jugar de incógnito con un casco con visera. Así se convierte en Eyeshield 21, el "hombre con las piernas de velocidad de la luz", que luchara para conseguir el sueño de su equipo: llegar al Chrismas Bowl, el torneo más importante a nivel de institutos en Japón.

## Personajes principales

### Deimon Devil Bats
- Sena Kobayakawa: protagonista principal de la serie. Es un estudiante de primer año del Instituto Deimon, que por su apariencia pequeña e inofensiva es tratado como "el chico de los recados" por los abusones de su clase. Pero todo eso cambiaría después de unirse al club de Fútbol Americano como secretario y forzado a jugar bajo el alias de Eyeshield 21 donde demostrará toda la habilidad que Sena posee. Su primer encuentro con Oujou, hace que admire a Shin Seijuuro y, sus ansias de derrotarlo, se convierten en su motivo para ganar y hacerse más fuerte. Sus técnicas representativas son: Devil Bat Ghost (Murciélago fantasma), el Devil Bat Hurracane (Murciélago Huracán), Devil Stungun y Devil 4º Dimension (solo en el manga)

- Yōichi Hiruma: coprotagonista principal de la serie, conocido como "el demonio" por todo aquel que ha escuchado su nombre, es un estudiante de segundo año del Instituto Deimon. Posee la habilidad y la frialdad para manipular, forzar y chantajear a todos en la escuela, ya que en su "libreta del demonio" guarda los secretos y vergüenzas de todos los estudiantes, profesores y autoridades del instituto (incluso de fuera), y no duda en amenazarlos con revelar estos secretos. Es el que obliga a Sena a jugar bajo el alias de Eyeshield 21 ya que ve en él un gran potencial como Runningback. Su posición es la de Quaterback y su mejor lanzamiento es la Bola láser demoníaca. Cuando era niño hiruma ya poseía su carácter explosivo y manipulador que se fue acrecentando al estar bajo la tutela de unos soldados de una base militar estadounidense donde aprendió todo lo que conoce sobre fútbol americano (y las apuestas), ahí se convirtió en amigo de Kurita, quién le siguió con la idea de hacer un equipo, y también de Musashi (quien reparó el agujero en la reja donde siempre se introducía a la base militar) juntos quisieron entrar a la escuela Shin ryujin pero Agon (ex cómplice de Hiruma) con sus grandes habilidades obligó a que rechazaran a Kurita por lo que se trasladaron a Deimon, Musashi tuvo que retirarse del equipo debido a problemas de salud de su padre, Hiruma siempre ha demostrado crueldad al reclutar a todos los miembros del equipo Deimon, aun así se preocupa por ellos. Su mayor sueño es jugar en la NFL donde, según él, jamás podría entrar por méritos deportivos, nunca ha dado a conocer sus verdaderos sentimientos hacia Anezaki Mamori pero siempre ha sabido valorar su trabajo, cuando su brazo fue lastimado, le recordó a ella la promesa de que ella debería ser obediente a (pesar de que Mamori se había olvidado) y después de graduarse se les ve que siempre están juntos en la universidad Saikyodai ya que hiruma reconoce que de no haberla conocido jamás hubiera podido haber realizado sus anhelos deportivos que ya llevaban 3 años consecutivos fallando, en otras palabras, Anezaki era su complemento, la relación entre ambos es similar a la de Vegeta y Bulma: un personaje cruel frío calculador y despiadado (Hiruma-Vegeta) con uno agradable lindo y amable (Mamori-Bulma).

- Takekura Gen, Musashi: Su nombre es tan simbólico como una leyenda, al ser conocido como 'La magnum de 60 yardas' y por ser uno de los fundadores de los Devil Bats. Tiene el hábito de limpiarse la oreja cuando no se toma las cosas en serio, y puede ser muy rudo a la hora de dictar sentencias. Deja el equipo (y la escuela) después que su padre sufre un accidente y se ve obligado a hacerse cargo del negocio familiar, una constructora. A pesar de desear volver al equipo, rechaza la oferta que le hacen Monta y Sena, y no vuelve sino hasta el enfrentamiento contra Seibu, al final de la primera mitad (en el manga, ya que en el anime, Musashi vuelve en el enfrentamiento contra Bando), pateando justamente la distancia que había dejado en su último juego. Como castigo por demorar tanto, Hiruma le hace cortarse el cabello "a lo mohicano" días después. Musashi alega que ya no parece estudiante, a pesar de nunca haberlo aparentado. El Kanji de Takekura, también puede leerse como Musashi, de ahí su pseudónimo. El nombre proviene de Miyamoto Musashi, un famoso samurái que fue reconocido por sus habilidades con dos espadas. Su rival era el samurái Sasaki Koujiro. Su rival dentro del deporte es Kotarou Sasaki.

- Mamori Anezaki: Amiga de la infancia de Sena, es una estudiante de segundo año del Instituto Deimon. Como conoce a Sena desde que son niños, ella siempre lo ha defendido como si fuera una hermana mayor para él. Decide unirse al equipo de Fútbol Americano como Mánager para evitar que Hiruma se aprovechara de Sena, desconociendo que Sena es Eyeshield 21, creyendo que esté es solo el secretario del equipo, demostró ser mucho mejor mánager que Sena por lo que después su labor en el equipo fue haciéndose más relevante, aportando importantes estrategias, además, es la única persona que le planta cara a Hiruma (quien tiene que usar astucia e inteligencia contra ella) llegando a parecer más una pareja qué otra cosa. Son polos opuestos totalmente, como agua y fuego, sin embargo, se necesitan el uno al otro, ya que ella le hace ser un gran quarterback y un hombre más cuerdo, mientras Youichi hace que la vida de Mamori sea más emocionante ya que a su lado ha logrado tener aventuras y emociones que como señorita de buena familia jamás tendría; incluso tienen su propio lenguaje de señas que solo ellos entienden. Ella se preocupa por todos, no solo por Sena-kun y para ella es más fácil expresar sus sentimientos (contrario al líder de Devil bats), incluso la vez que llegó a aterrorizarse fue al ver a Gaou Rykiya destrozar el cuerpo de Hiruma y negarse rotundamente a que este regresará al campo de juego, por lo que Youichi hizo la tercera pregunta (lo que hizo conmover a Mamori que se había olvidado de esa promesa). Cuando todo terminó Mamori decidió estudiar en la universidad SaikyoDay al lado de Hiruma, acompañándolo en todas las locuras que este hace, incluso Cerberus (el perro de Hiruma) decidió irse con ella y Youichi, algo raro, ya que mirando atrás ella como presidenta del consejo disciplinario y él como delincuente juvenil más temido siempre fueron rivales acérrimos (de algún modo es romántico) comprueban el viejo adagio "el odio no es el opuesto del amor sino su fuente".
- Ryokan Kurita: Cursa el 2.º año de preparatoria al igual que Hiruma y es el líder de la línea de defensa de los Deimon Devil Bats. Es enorme y poderoso, pero tiene un gran corazón, es muy tierno, tímido y, a veces, un tanto inseguro. Era uno de los 3 miembros originales del equipo de Fútbol Americano que Hiruma armó en la primaria junto a Musashi. Fue el que más se emocionó por la llegada de nuevos jugadores al equipo, sobre todo con la entrada de los hermanos Ha-Ha y de Komusubi, sus compañeros en la línea defensiva. A pesar de que no es violento como Hiruma, Kurita desea lo mismo que él, ganar el Christmas Bowl. Su grito de lucha o kiai es "Funnuraba!", que no tiene ningún significado en japonés.

- Taro Raimon, "Monta": Llamado "mono" por sus compañeros de equipo, originalmente pertenecía al club de béisbol, donde sufría las burlas de sus compañeros por destacar únicamente en la recepción de pelotas. Es convencido por Sena para jugar un partido con los Devil Bats, donde terminará apasionándose por el juego. Su sueño es ser como su ídolo del béisbol, Masaru Honjou, un legendario jugador del que consiguió un guante cuando era niño. Monta es uno de los mejores amigos de Sena y uno de los primeros en descubrir su identidad como Eyeshield 21.

- Suzuna Taki: Suzuna es una chica alegre que forma parte del equipo como animadora, a pesar de no pertenecer al instituto Deimon. Su primera aparición fue en el episodio 22 del anime, en donde quiere descubrir la identidad de Eyeshield 21 para el diario y así cerciorarse de que no era su hermano. Hiruma le dice que vaya a Nueva York a buscar a su hermano. Se reencuentra con el equipo en la Death March y se une a él junto con su hermano. Mientras que en el manga, su aparición es en el Tomo 10, capítulo 82, en dónde se encuentra con Sena por casualidad, ya que Sena se había perdido y unos motoristas lo ayudaron a buscar a la "chica que andaba buscando a un jugador de americano", a lo que Sena creyó que era Mamori. Suzuna ayuda a Sena y éste le ayuda a buscar a su hermano, una vez que encuentra a su hermano Suzuna le agradece a Sena. para luego irse todos juntos a la Death March, junto a los Devil Bats.

- Natsuhiko Taki: Es el hermano mayor de Suzuna y un completo idiota. Deja Japón para buscar su sueño, el cual consiste en ser un jugador de americano de las ligas mayores. Regresa tras realizar la Death March y ser aceptado en el equipo de los Devil Bats. Lo que lo hace destacado en el deporte es su gran flexibilidad y la capacidad de ocupar cualquier posición. Siempre presume y quiere ser el centro de atención, avergonzando a su hermana y que los hermanos Ha-Ha no lo bajen de su título de idiota, lo que le da el título de 'Taki gentíl, Natsuhiko Idiota'. Tiene la manía de decir "A-ha-ha!" cuando habla, o por el contrario, suele gritar "¡Imposible!" cuando comete algún error estúpido.

- Toganou, Juumonji y Kuroki (Los hermanos Ha-Ha): en japonés Ha Ha Sankyoudai, son tres de los cinco miembros de la Línea Defensiva junto a Kurita y Komusubi. Se la pasan todo el tiempo juntos, lo cual lleva a pensar que son hermanos de sangre cuando en realidad son sólo amigos. Les llaman los "hermanos Ha Ha" porque tienen una frase particular que siempre dicen cuando escuchan algo con lo que no están de acuerdo o cuando algo les molesta: "HA?!, HAA?!!, HAAA???!!!!", primero Toganou, después Juumonji y por último Kuroki, en forma creciente.

- Komusubi Daikichi: Es pequeño, pero eso no evita que forme parte de la línea de defensa de Deimon. Él se une al equipo tras ver la forma de jugar de Kurita, y decide al instante que se convertirá en su discípulo (relación senpai y kōhai). Tiene una especie de rivalidad con los hermanos Ha Ha, pues los ve como inferiores en comparación con él y con Kurita. Esto provoca peleas constantes sin sentido alguno. Es un personaje de pocas palabras, ya que raramente utiliza más de dos. Usualmente utiliza el 'Fugo' -que no tiene una traducción específica- y son pocas personas quienes le entienden, ya que no cualquiera entiende el 'lenguaje poderoso'.

- Manabu Yukimitsu: cursa el 2.º año de preparatoria, es el más estudioso del equipo, no cuenta con una buena condición física. Él decide unirse después que ver el juego contra los Camaleones, con la intención de tener buenos recuerdos de la preparatoria, sin embargo, decide no contarle sobre su actividad extraescolar a su madre, debido a que ella no lo dejaría participar, así asistiendo a los entrenamientos con pretextos sobre sus estudios, termina la Death March gracias a la ayuda de Sena, sin embargo esto no es suficiente, para poder quedar en el equipo titular, lamentándose porque no se había unido al equipo antes, haciendo 'un pacto' entre, él, Sena, y Monta, 'que si él mejoraba, podría jugar en un partido'. Su técnica más poderosa es; Option Rute (Opción de ruta) su primer partido no pudo ser peor ya que fue nada menos que contra Shinryu naga y le tocó enfrentarse a ikkyu y agon, milagrosamente logró superar  a los dos genios(y las burlas) logrando hacer el primer touchdown de Deimon y de su vida luego contra White Nights oujo jugó casi todo el partido convenciendo a hiruma a pesar de estar débil de elegirlo sobre los suplentes que estaban más frescos contra hakushu tuvo un partido aceptable lograron el boleto a jugar el christmass bowl contra teikoku Alexanders un equipo casi invencible donde recibieron antes un entrenamiento especial, yukimitsu de parte de tetsuma  (que le felicitó al final) donde También manabu logró un touchdown frente a alexanders logrando después agenciarse el cetro  junto a sus amigos demostrando que luchando y luchando hasta el final se consiguen los objetivos.

- Tetsu Ishimaru: relleno del club de atletismo de la escuela Deimon. Comienza a ayudar a los Devil Bats por pedido de Sena, que lo ayuda a repartir unos periódicos valiéndose de su supervelocidad. Es constantemente ignorado cuando comienza a hablar, lo que lleva a que nunca tenga un protagonismo real en la serie o el manga; aunque forma parte de todos los partidos del equipo como segundo corredor, después de Eyeshield 21.

- Doburoku Sakaki: es el entrenador de los Deimon Devil Bats, antes vivía en América debido a la deuda que tenía de 20000 yenes, pero luego de que fueran al casino y Hiruma con su habilidad para jugar cartas gana el dinero para pagar las deudas y volver a Japón para entrenar al equipo.

- Devil Bat: es el murciélago rojo que aparece cada vez que alguien no sabe algo de fútbol americano con Deviva, su aprendiz.

- Deviva (mini Devil Bat) : es el aprendiz del Devil Bat que aparece cada vez que hay que explicar algo sobre fútbol americano.

- Cerberos: es el perro de hiruma, él fue atrapado en un callejón y Hiruma lo adoptó de una forma incomparable: el que lo atrapara sería su dueño, y ese día se convirtió en el perro del demonio.

- Butaberos: es el cerdito que en el manga llega con Doburoku al partido de Poseidon pensando que él era Komusubi. Cerberos le ve como un platillo lleno de carne por lo que siempre vive con el temor de que algún día se lo coma.

### Oujou White Knights
- Seijuuro Shin: el “as” del esfuerzo, es el jugador modelo del equipo y linebacker de los Oujou White Knights, que enseguida formara una relación de amistad/rivalidad sana con Sena. Tras el primer partido donde se enfrentan Deimon y Oujou, la única obsesión de Shin será la de derrotar a Eyeshield 21, porque es el único rival que le ha conseguido superar en velocidad. Sus técnicas más destacadas son el Placaje de la lanza y el Placaje del tridente; siendo también pieza clave en la formación de la “ballesta”(que consiste en que Shin participe del ataque de los Oujou) y el Sagitario (ataque combinado con Sakuraba).
- Haruto Sakuraba: cursa el 2.º año en la secundaria Oujou, y es erróneamente llamado “el As de los Oujou White Knights”; niño bonito del Fútbol Americano de secundaria japonés y, además, el mejor amigo de Shin. Se conocieron cuando entraron en la secundaria y ambos fueron invitados a participar en el equipo de Fútbol Americano, donde Sakuraba resaltaba por su enorme altura. Pero, mientras pasaba el tiempo, Shin fue entrenando más duro y llegó a convertirse en la verdadera figura de los Oujou White Knights. Su técnica más poderosa es el Pase Everest que realiza junto a Takami y el Sagitario (ataque combinado con Shin).
- Ishiro Takami:
- Makoto Otawara:
- Daigo Ikari:

### Seibu Wild Gunmens
- Shien Mushanokoji "Kid":
- Jo Tetsuma:llamado ´´la locomotora humana´´ y el mejor receptor del torneo de kanto , por su gran habilidad para recepcionar pases y de no haber perdido casi nunca el balón , el único al que considera su oponente es raymon taro ´´monta´´ porque fue el único que le pudo arrebatar el balón.
- Riku Kaitani es amigo de eyeshiel 21 ( sena) son amigos de infancia y ahora que se volvieron a encontrar son rivales su habilidad de riku es la velocidad sus hablidades son paseo de rodeo y  estampida de rodeo

### Shinryuuji Nagas
- Agon Kongo: antiguo aliado de Hiruma y rival de Sena Kobayakawa (Eyeshield 21), es el as del los Shinryuuji Nagas. Conocido como el dios del “impulso de velocidad divino”, ha llevado a su equipo a participar en la Christmas Bowl, pero cayeron contra Notredame. Es un ser arrogante, que prioriza su talento natural por sobre el duro entrenamiento.
- Unsui Kongo: mariscal de campo, hermano de Agon y eternamente relegado a un segundo plano debido al talento natural de este.
- Ikkyu Hosakawa: “el mejor Cornerback de Kanto”. Inmediatamente ve en Monta a su mayor rival y se dispone a vencerlo con su espectacular corrida de espaldas (menor a 4,9 segundos en las 40 yardas)
- Gondayū Yamabushi: líder de la línea de los Nagas, por su gran tamaño, fuerza y técnica. Uno de los pocos elegidos para ingresar a Shinryuuji por méritos deportivos, conforma una de las líneas más versátiles del torneo de fútbol americano de institutos, con una única debilidad; al ser una escuela sólo para hombres, se desconcentran totalmente al ver una chica.

### Kyoshin Poseidon
- Shun Kakei: linebacker de los Kyoshin Poseidon. De joven era considerado una promesa japonesa del fútbol americano, tanto así que decidió medir sus habilidades en Norteamérica, pero allí fue totalmente derrotado por su falta de roce y perfeccionamiento en técnicas de bloqueo con las mano. Sin embargo, al ver que un estudiante japonés apodado “el corredor de la velocidad de la luz, Eyeshield 21”, pudo abrirse paso en la cuna de este deporte, se entrenó duramente para volver a jugar y así poder estar nuevamente frente a frente con el famoso Running Back.
- Kengo Mizumachi: nacido con el don de destacar en cualquier deporte, Mizumachi no encontró en ningún compañero del club de natación (al que entró engañado) sus mismas ganas de aspirar a pelear por objetivos cada vez mayores. Cuando vio que Kakei planeaba llegar a jugar los nacionales, ingresó al equipo de fútbol americano y, gracias a sus habilidades forjadas en la competición acuática, se convirtió en un gran hombre de línea ofensiva.

### Bando Spiders
- Sasaki Kotaro: “el pateador perfecto”. Dueño de una técnica extremadamente depurada al patear el balón, ha entrenado hasta obtener una efectividad del 100% al lanzar el ovoide. Aspira a derrotar a “la leyenda del mágnum de las 60 yardas”, formando un superquipo pateador. Todo esto debido a que los mejores jugadores del equipo de Bando fueron reclutados por el mejor instituto del este, los imbatibles “Teikoku Alexanders”, dejándolos faltos de formaciones defensivas y ofensivas, se puede decir que kotaro es el mejor amigorival de los Deimon ya que aparte de ser el gran rival de musashi siempre sostuvo una gran amistad con sena y monta durante el Duelo contra los murciélagos malvados a pesar de que falló el tiro importante (debido a los nervios el cansancio y al clima totalmente desfavorable) estuvo feliz de su gran batalla contra sena monta hiruma y musashi, fue parte del Gran entrenamiento para enfrentar a teikoku Alexander donde les dio grandes consejos que fueron vitales para que los murciélagos lograran la victoria donde todos llegaron a felicitarlos, luego durante la Copa del Mundo de Estados Unidos también anotó un genial gol de campo.
- Hayato Akaba:

### Taiyou Sphinxs
- Mamoru Banba: uno de los hombres de línea referente y más respetado del fútbol americano de instituto, y en especial de Kurita. Es un joven de carácter sereno, pero que conforma una de las líneas más seguras, fuertes y aguerridas de todas, conocida como la “linea piramidal”. Una formación mejorada de esta podemos ver en el torneo de Kanto, a la cual bautizan con el nombre de “la máscara de Tutankamón”
- Kiminari Harao:
- Niinobu Kasamatsu:
- Ken Kamaguruma:

### NASA Aliens
- Patrick Spencer "Panthera": Patrick Spencer (パ ト リ ッ ク ・ ス ペ ン サ ー?), más conocido como Pantera, es el único miembro afrodescendiente de los NASA. También se le conoce como "El hombre de las piernas ingrávidas" porque tiene un talento innato y extraordinario para correr.[2] Sin embargo, al comienzo de la serie, el entrenador del equipo, Leonard Apollo, lo utiliza como recogepelotas. Panther lucha porque tiene el sueño de convertirse en un jugador profesional de la NFL para sostener a su abuela, y también porque admira a Apollo. Apollo le permite jugar por primera vez en el partido contra los Devil Bats.[3] Más tarde, es reclutado por el equipo de EE . UU .
- Homer Fitzgerlad: Es el mariscal de campo de los Nasa Aliens. La especialidad de Homer es poder lanzar una pelota de fútbol desde más de la mitad del largo del campo. Junto con Watt, es uno de los amigos más cercanos de Panther y lo ayudó a soportar el acoso racista de Apollo.
- Jeremy Watt: El mejor receptor de los Nasa Aliens y traductor del equipo, aunque es más un otaku que estudioso de Japón; como resultado, a menudo se equivoca en las traducciones y tiene ideas raras sobre la cultura japonesa. Es capaz de calcular el punto de aterrizaje de los pases de Homer con precisión milimétrica.
- Leonard Apolo: El entrenador del equipo de los Nasa Aliens, un exjugador profesional de la NFL, conocido por su dedicación al entrenamiento. En su juventud fue removido del equipo a favor de un atleta prodigio afroamericano, lo que lo volvió racista, no solo contra los afroamericanos sino también contra los japoneses. Tras este evento decidió formar el mejor equipo posible con solo jugadores blancos y debido a esta actitud, no solo le impide a Pantera jugar, también lo somete a un constante acoso y humillaciones en busca de hacerlo renunciar o propiciar una excusa para expulsarlo. Sin embargo, recapacita cuando los miembros de los Aliens lo presionan para que deje jugar a Pantera contra los Devil Bats y ver su desempeño en el campo lo hace comprender que Pantera posee más similitudes con su yo joven que con el atleta que lo reemplazó. En el doblaje latinoamericano sus comentarios racistas son censurados reescribiendo su historia personal para señalar que su actitud se debe a que desde el incidente en su juventud odia que los super atletas opaquen a los deportistas ordinarios.

### Hakushu Dinosaurs
- Reiji Maruko "Marco":
- Rikiya Gaou:

## Equipos
- Deimon Devil Bats: son el equipo protagonista y novato del torneo, su especialidad es el ataque, aunque se creó hace un año el equipo y contaba nada más que con tres miembros, no fue hasta que llegaron el resto de sus integrantes tan solo hace seis meses.Su meta es llegar al torneo de navidad y ser los campeones, pero para que eso acurra deberán derrotar a todos sus oponentes que son mucho más fuertes y con más experiencia. Sus principales jugadores son: Hiruma Youichi(Quaterback y Capitán), Sena Kobayakawa (Runniback), Raimon Tarou (Receiver), Kurita Ryoukan (D-Lineman), Jummonji Kazuki (D-Lineman), Togano Shouzo(D-Lineman), Kuroki Kouji(D-Lineman) y Komusubi Daikichi (D-Lineman). En cuanto a sus estrategias como equipo, sobresalen la táctica de Barrido y el Wishbone.

- Oujou White Knights: equipo especializado en la defensa, es uno de los más fuertes contrincantes a los que se han enfrentado Los Deimon los cuales llegan a ser grandes rivales, poseen una gran detreminación y fuerza a la hora de realizar sus estrategias. Sus principales jugadores son: Shin Seijuuro (Linebacker), Ootawara Makoto (Lineman y Capitán), Sakuraba Haruto (Receiver) y Takami Ichirou (Quaterback). Entre sus estrategias como equipo sobresale La Ballesta.

- Zokugaku Chameleons
- Taiyou Sphinxs
- NASA Aliens
- Amino Cyborgs
- Yuuhi Guts
- Kyoshin Poseidon
- Seibu Wild Gunmens
- Bando Spiders
- Shinryuuji Nagas
- Hakushu Dinosaurs
- Teikoku Alexanders
- Koigahama Cupids
- Dokubari Scorpions
- Sado Strong Golems
- Misaki Wolves
- Hashiratani Deers
- Waseda Killers
- Ginga Rockets
- Hanazono Butterflies
- Tamagawa Blue Shark
- Sabana Survivors
- Blizzards Powerfulls
- Edomae Fishers
- Hori Fantasy Monsters
- Chuodai Panthers
- Oiyama Lions
- Sengoku Samurai
- Ariko Kirigiris

## Doblaje

### México
| Personaje                      | Actor de doblaje                    |
| ------------------------------ | ----------------------------------- |
| Sena Kobayakawa "Eyeshield 21" | Miguel Ángel Ruiz                   |
| Yoichi Hiruma                  | Jesús Barrero                       |
| Ryokan Kurita                  | Javier Rivero                       |
| Taro Raimon "Monta"            | Moisés Iván Mora                    |
| Mamori Anezaki                 | Mayra Arellano                      |
| Suzuna Taki                    | Christine Byrd                      |
| Murciélago Malvado             | Kaihiamal Martínez                  |
| Tetsu Ishimaru                 | Igor Cruz Eduardo Fonseca (2.ª voz) |
| Kazuki Jūmonji                 | Víctor Covarrubias                  |
| Koji Kuroki                    | Kaihiamal Martínez                  |
| Shozo Togano                   | Víctor Ugarte                       |
| Daikichi Komusubi              | Igor Cruz                           |
| Manabu Yukimitsu               | José Gilberto Vilchis               |
| Entrenador Doburoku Sakaki     | Arturo Mercado                      |
| Natsuhiko Taki                 | Manuel Campuzano                    |
| Gen Takekura "Musashi"         | Igor Cruz Ernesto Lezama (niño)     |
| Mini Murciélago Malvado        | ¿?                                  |
| Banca                          |                                     |
| Kenta Yamaoka                  | Ernesto Lezama ¿? (2.ª voz)         |
| Yohei Satake                   | Víctor Covarrubias                  |
| Futoshi Omosadake              | Ricardo Méndez                      |
| Porristas de Deimon            | Mónica Pavón                        |
| Porristas de Deimon            | Sandra Pavón                        |
| Porristas de Deimon            | Ireri Hernández                     |

## Contenido de la obra

### Manga
Eyeshield 21 consta de 333 capítulos, agrupados en 37 volúmenes o tankōbon, donde el volumen final fue publicado en octubre de 2009. La historia en el manga continúa más allá del final del anime, que terminó después de la semifinal del Torneo de Kanto entre Deimon Devil Bats y Oujou White Knights. Eyeshield 21 se ha publicado en los EE. UU. por Viz Media.

### Anime
Eyeshield 21 comenzó a transmitirse en Japón el 6 de abril de 2005, con su último episodio transmitido el 19 de marzo de 2008. Tuvo un total de 145 episodios con dos OVAS. El doblaje en inglés se emitió en Toonami Jetstream, con un esfuerzo conjunto con la NFL el 17 de diciembre de 2007, pero fue descartada antes de su finalización. En diciembre de 2008, Crunchyroll anunció que iban a empezar a transmitir Eyeshield 21 en su sitio el 2 de enero de 2009 donde ofrecerian los primeros ocho episodios de forma gratuita mientras que proporciona una mayor calidad y sin publicidad para la versión de los miembros pagados. En noviembre de 2009, los 145 episodios subtitulado en inglés fueron subidos al sitio web de Crunchyroll. Los subtítulos en inglés y la traducción se produjo gracias a Media LLC MX. El 26 de febrero de 2010, Section23 Films ha anunciado que Sentai Filmworks ha recibido la licencia para el anime y se estrenará el subtitulado sólo para DVD para el 18 de mayo de 2010.

### Banda sonora
En el Anime se ocupó una gran variedad de canciones, las cuales se encuentran recopiladas, en los discos oficiales de la serie como son
1. Eyeshield 21 - Sound Field 1
2. Eyeshield 21 - Sound Field Special
3. Eyeshield 21 - Complete BEST ALBUM

Donde los primeros 2 constan de los primeros 2 intros e endings, más sountracks de la serie y uno que otro inserto, sin embargo el único, que casi recopila en su totalidad de temas que han sido ocupados para la serie, se encuentran en: Eyeshield 21 - Complete BEST ALBUM, sin embargo, el único inserto que hasta la fecha, no se ha podido encontrar en su totalidad, (actualmente), es: Light por Ma-Kiss, debido a que la canción, se lanzó como sencillo exclusivo para el Mundial de Fútbol Americano, celebrado en Japón, en el año 2007
- Compositor - Ko Otani

Opening
1. Break Through por Coming Century (Episodios 1-35)
2. Innocence por 20th Century (Episodios 36-64)
3. Dang Dang por ZZ (Episodios 65-103)
4. BLAZE LINE... por BACK-ON (Episodios 104-126)
5. Honoo no Runningback Por SHORT LEG SUMMER (Episodios 127-144)

Ending
1. Be Free por Rikkenzu (Episodios 1-13)
2. Blaze Away por TRAX (Episodios 14-35)
3. Goal por Beni Arashiro (Episodios 36-64)
4. Run to Win por Sena Kobayakawa, Mamori Anezaki, Raimon Tarou, Kurita Ryoukan (Episodios 65-86, 88-100)
5. Dang Dang por ZZ (Episodio 87)
6. A Day Dreaming... por BACK-ON (Episodios 101-116)
7. Flower por BACK-ON (Episodios 117-126)
8. Song of Power por SHORT LEG SUMMER (Episodios 127-144)
9. Innocence por 20th Century (Episodio 145)

Insertos
1. Be SURVIVOR por ZZ
2. Chain Of Power por V6
3. MIDNIGHT SUNSHINE por Ojo White Knights
4. Chain of Power por Deimon Devil Bats
5. Light por Ma-Kiss

En el doblaje latinoamericano, solo se utilizaron los siguientes temas:
Opening
1. Break Through doblado por Ricardo Silva(Episodios 1-35)
2. Innocence *  (Episodios 36-64)
3. Innocence  * (Episodios 65-103)(El audio es el mismo, pero el video corresponde al intro Dang Dang)
4. BLAZE LINE... * (Episodios 104-144)

Ending
1. Be Free doblado por José Gilberto Vilchis (Episodios 1-35)
2. Goal doblado por Hiromi Hayakawa (Episodios 36-100)
3. A Day Dreaming... * (Episodios 101-144)
4. Innocence *(Episodio 145)

En el caso de los Insertos, ninguno se dobló, por lo tanto, están solamente en japonés y disminuidos en audio
- En estos temas, no hay información verídica sobre los intérpretes de estos temas, debido a las contradicciones del director del doblaje, y algunos actores, por lo tanto se decidió dejar la información en blanco

### Videojuegos
Konami obtiene los derechos para producir los juegos de Eyeshield 21 para sistemas de videojuegos Sony. Realizaron Eyeshield 21: Portable Edition para el PlayStation Portable (o PSP) and Eyeshield 21: AmeFoot Yarouze! Ya! Ha! para el PlayStation 2.
Nintendo obtuvo los derechos para lanzar los videojuegos de Eyeshield 21 para sus sistemas en diciembre de 2004. Lanzaron Eyeshield 21: MAX Devil Power para el Nintendo DS y Eyeshield 21: Devilbats Devildays para el Game Boy Advance. Otro juego ha sido planeado para lanzarse en Nintendo GameCube, pero dicho fue cancelado posteriormente.
Nintendo publicó un juego de Eyeshield 21 para Wii, Titulado Eyeshield 21: Field no Saikyou Senshi Tachi. Se lanzó en Japón en el 8 de marzo de 2007. 